# Elezioni presidenziali in Ciad del 2024
Le elezioni presidenziali in Ciad del 2024 si sono tenute il 6 maggio per il rinnovo della Presidenza del paese.
Si è trattato delle prime elezioni dall’approvazione, nel dicembre dell’anno precedente, del progetto di nuova Costituzione, che ha così avviato il processo di transizione da un governo militare, sorto dopo la morte del Presidente Idriss Déby, ad uno civile.
Esse hanno visto la vittoria, con il 61,00% dei voti già al primo turno, del Presidente di transizione uscente Mahamat Déby Itno (figlio dell’ex-Presidente Idriss Déby), che ha cosi potuto essere eletto, sebbene non in un clima elettorale completamente libero, per un regolare mandato costituzionale alla Presidenza.

## Sistema elettorale
Per le elezioni presidenziali, la legge elettorale ciadiana prevede l’applicazione di un sistema maggioritario a doppio turno: per essere eletti, infatti, è necessaria la maggioranza assoluta delle preferenze (50%+1).
Tuttavia, qualora ciò non avvenga, si attua un secondo turno di votazione tra i primi due candidati.

## Risultati
| Mahamat Déby            | Movimento Patriottico di Salvezza (MPS)                     | 3 777 279 | 61,00 |  |  |  |  |  |
| Succès Masra            | I Trasformatori (LT)                                        | 1 148 245 | 18,54 |  |  |  |  |  |
| Albert Pahimi Padacké   | Raggruppamento Nazionale dei Democratici Ciadiani (RNDT-LR) | 1 048 015 | 16,93 |  |  |  |  |  |
| Lydie Beassemda         | Partito per la Democrazia e l'Indipendenza Integrali (PDI)  | 59 632    | 0,96  |  |  |  |  |  |
| Théophile Bongoro       | Raggruppamento per la Democrazia ed il Progresso (RPDP)     | 46 784    | 0,76  |  |  |  |  |  |
| Alladoum Djarma         | Azione Socialista Ciadiana per il Rinnovamento (ARST)       | 33 765    | 0,55  |  |  |  |  |  |
| Brice Guedmbaye         | Movimento dei Ciadiani Patriottici per la Repubblica (MTPR) | 27 848    | 0,45  |  |  |  |  |  |
| Yacine Abdramane Sakine | Partito Riformista (PR)                                     | 22 328    | 0,36  |  |  |  |  |  |
| Mansiri Lopsikréo       | Le Élites (LE)                                              | 15 147    | 0,24  |  |  |  |  |  |
| Nasra Djimasngar        | Un Nuovo Giorno (UNJ)                                       | 12 738    | 0,21  |  |  |  |  |  |
| Totale                  | Totale                                                      | 6 191 781 | 100   |  |  |  |  |  |
|                         |                                                             |           |       |  |  |  |  |  |
| Voti non validi         | Voti non validi                                             | 23 463    | 0,38  |  |  |  |  |  |
| Votanti                 | Votanti                                                     | 6 215 244 | 75,78 |  |  |  |  |  |
| Elettori                | Elettori                                                    | 8 202 207 |       |  |  |  |  |  |